# Cynthia Cooper
Cynthia Lynne Cooper (* 14. April 1963 in Chicago) ist eine ehemalige US-amerikanische Basketballspielerin. Zurzeit ist sie die Trainerin des NCAA-Division-I-Damen-Basketballteams der University of Southern California.

## Karriere

### College
Cynthia Cooper spielte als Guard von 1982 bis 1986 für das Damen-Basketballteam der USC Trojans. Sie führte ihr Team zu zwei NCAA Division I Basketball Championships in den Jahren 1983 und 1984.

### WNBA
Cynthia Cooper gilt als eine der besten Spielerinnen, die jemals in der WNBA gespielt hat. Sie spielte von 1997 bis 2000 für die Houston Comets. In diesen vier Saisons gewann sie vier Mal die WNBA-Meisterschaft und wurde dabei auch jedes Mal zur Finals MVP gewählt. In den Saisons 1997 und 1998 wurde sie auch zur Most Valuable Player der Saison gewählt. Von 1997 bis 1999 war sie auch dreimal beste Scorerin in der WNBA. Sie war die erste Spielerin in der WNBA, die die 500-, 1000-, 2000- und 2500-Punkte-Marken knackte. Nach der Saison 2000 beendete sie ihre Karriere als Spielerin, doch sie blieb der WNBA treu und wurde die neue Trainerin der Phoenix Mercury für anderthalb Jahre.
Zur Saison 2003 kehrte die inzwischen 40-jährige Cooper für eine Saison als Spielerin in die WNBA zurück. In dieser Saison spielte sie wieder für die Houston Comets.
Cynthia Cooper wurde für ihre Leistungen in der WNBA sowohl 2006 in das aus zehn Spielerinnen bestehende WNBA All-Decade Team als auch zum 15-jährigen Jubiläum der Liga im Jahr 2011 zu den WNBA's Top 15 Players of All Time gewählt. 2021 wurde sie unter die 25 Greatest Players in WNBA History gewählt.

### Europa
Für einige Jahre war sie auch für Vereine in Italien aktiv.

### International
Cooper holte mit dem US-amerikanischen Damen-Basketballteam bei den Olympischen Spielen 1988 in Seoul die Goldmedaille und Olympischen Spielen 1992 in Barcelona die Bronzemedaille. 1986 und 1990 wurde sie mit dem US-Team auch Weltmeisterin.

## Ehrungen
Im Juli 2008 wurde Cooper in die Women’s Basketball Hall of Fame aufgenommen. Im August 2010 erfolgte die Aufnahme in die Naismith Memorial Basketball Hall of Fame.